# 同乐苗族乡
同乐苗族乡是中华人民共和国广西壮族自治区柳州市三江侗族自治县下辖的一个民族乡。

## 行政区划
同乐苗族乡下辖以下村级行政区划单位：
同乐村、岑甲村、归东村、地保村、高武村、桂书村、高旁村、孟寨村、七团村、寨大村、归夯村、高洋村、八吉村、高岜村、归美村、良冲村、归亚村、净代村和高培村。